# Антоніо Іванчич
Антоніо Іванчич (хорв. Antonio Ivančić, нар. 25 травня 1995, Загреб) — хорватський футболіст, півзахисник боснійського клубу «Зріньскі». Виступав також за низку хорватських клубів.

## Ігрова кар'єра
Антоніо Іванчич народився 1995 року в місті Загреб. Займався в юнацьких командах футбольних клубів ХАШК та «Хрватскі Драговоляц». У 2014 році Іванчич розпочав грати за основну команду клубу «Трньє», в якій виступав до 2015 року. У 2015 році футболіст перейшов до складу клубу «Рудеш», у якому грав до 2018 року.
У 2018 році півзахисник уклав контракт з клубом «Істра 1961», у складі якого виступав до кінця 2022 року. З 2023 року футболіст грає у складі боснійського клубу «Зріньскі».

## Титули і досягнення
- Чемпіон Боснії і Герцеговини (2):

Зрінськи: 2022-23, 2024-25
- Володар Кубка Боснії і Герцеговини (2):

Зрінськи: 2022-23, 2023-24
- Володар Суперкубка Боснії і Герцеговини (1):

Зрінськи: 2024